# Террористка
«Террори́стка» — картина художника-реалиста Н. А. Ярошенко (закончена в начале 1881 года; прототипом героини послужила Вера Засулич); хранится в Кисловодском художественном музее Н. А. Ярошенко.

## История
Сюжет картины «У Литовского замка» (1881, не сохранилась) связан с покушением Веры Засулич на петербургского градоначальника Ф. Ф. Трепова. Это событие было воспринято как протест против условий содержания политических заключенных, находившихся в Литовском замке. Полицейские власти запретили экспонировать эту картину на Передвижной выставке, открывшейся в день убийства Александра II 1 марта 1881 года. Ярошенко подвергся домашнему аресту, и, более того, к нему пожаловал «на беседу» министр внутренних дел Лорис-Меликов. Картина так и не была возвращена художнику. По сохранившимся эскизам и подготовительным материалам он вновь написал «Террористку». Сейчас картина хранится в Кисловодском художественном музее Н. А. Ярошенко. Этот дом в Кисловодске художник приобрёл в 1885 году.

## Покушение Веры Засулич
25 июля (6 августа) 1877 года Ф. Ф. Трепов отдал приказ о порке политического заключённого народника А. С. Боголюбова за то, что тот не снял перед ним шапку. Приказ Ф. Ф. Трепова о сечении розгами был нарушением закона о запрете телесных наказаний от 17 (29) апреля 1863 года.
Следствием приказа стало покушение на убийство Трепова, совершённое В. И. Засулич 24 января (5 февраля) 1878 года. Засулич пришла на приём к Трепову и дважды выстрелила ему в живот, тяжело ранив. Вера Засулич была затем оправдана судом присяжных 31 марта (12 апреля) 1878 года. Судебное оправдание Засулич вызвало бурное одобрение со стороны либеральных и осуждение консервативных кругов российского общества.